# The Shield (jeu vidéo)
Pour les articles homonymes, voir The Shield.
The Shield est un jeu vidéo d'action sorti en 2007 et fonctionne sur Windows et PlayStation 2. Le jeu a été développé par Point of View, Inc. puis édité par Aspyr, et est basé sur l'univers de la série télévisée The Shield.